# まわしてつなげる タッチパニック
『まわしてつなげる タッチパニック』は、アキが開発し2006年5月25日に任天堂より発売されたニンテンドーDS用パズルゲーム。

## 概要
盤上を道なりに自動的に転がっていくボールのキャラクター「パニックボール」をゴール地点まで導くことが目的。盤上には道が描かれたパネルが配置されており、タッチパネル操作でパネルをスライドさせたりターン（回転）させたりして道をつないでいく。
開発元のアキはこれまで主にプロレスゲームを数多く手掛けてきたが、本作以降ジャンルの幅を広げている。

## ルール
パニックボールは道に沿って進み、行き止まりにぶつかると逆方向に進行する。十字路のパネルでは直進するが、パネルの外枠の道を通過している時にはカーブを優先する。
パネルを縦方向または横方向にスライドすると同じ列のパネルがまとめてスライドされ、枠からはみ出たパネルは反対側の端に移動する。ターンは、2x2の単位のパネルをまとめて左回転、または右回転させて位置を変更できる（パネルの向きは変わらない）。
ステージ内ではハート、ダイヤ、クラブ、スペードが描かれた4種のボール「タッチボール」が複数現れる。これらはパニックボールに触れるとその後ろに付いて転がるが、ゴール時、タッチボールの組み合わせや数により「トリック」（ポーカーの役のようなもの）が成立し、内容に応じて点数が加算される。トリックは、同じマークが2つ並ぶ「ペア」や2種類のマークが交互に並ぶ「ゼブラ」など46種類がある。1回のゴールで複数のトリックを決めるとコンボとなり得点が2倍、4倍と跳ね上がる。
一部モードでは、パニックボールが行き止まりに数回ぶつかると「オジャマボール」が出現して道の上を移動し始め、パニックボールやタッチボールがこれに触れるとミスとなる。オジャマボールはゴール地点に導くと消滅させることができる。

## ゲームモード

### 一人用モード
以下のモードで一定の目標を達成すると、新しいパネルのデザインを入手できる。
クリアでモード
ステージごとにクリア条件が定められているモード。条件を満たさないままゴールするとミスになる。全100ステージ。
スコアでモード
ハイスコアを目指すモード。以下の3種類がある。
スコアアタック
3分間、5分間、10分間のいずれかの時間内でのスコアを競う。
トリックチャレンジ
46種類のトリックを全て達成するまでの時間を競う。
エンドレスプレイ
制限時間切れとなるまでのスコアを競う。トリックを決めると残り時間が延長される。
といてモード
指定された回数だけパネルを動かしクリアを目指すモード。

### 対戦用モード
オジャマでバトル
トリックを決めると相手の「オジャマゲージ」が増加し、溜まりきると相手フィールドにオジャマボールを送り込むことができる。5回ミスになると負けとなる。
スコアでバトル
制限時間内に多くのスコアを獲得したプレイヤーの勝ちとなる。
トリックでバトル
指定された5つのトリックを先に全て決めたプレイヤーの勝ちとなる。
といてでバトル
一人用の「といてモード」と同じ要領で、指定されたステージを先に全てクリアしたプレイヤーの勝ちとなる。